# أردنيون أتراك
الأردنيين الأتراك، أو الأتراك الأردنيين أو التركمان الأردنيين (بالتركية: Ürdün Türkleri)، هم مواطنون أردنيون من أصول تركية يقيمون في المملكة الأردنية الهاشمية. تعود جذور وجودهم في البلاد إلى العهد العثماني، حيث استقر العديد من الأتراك في المنطقة خلال فترة الحكم العثماني وتركوا بصمة اجتماعية وثقافية مستمرة حتى اليوم.
تُقدَّر أعداد الأردنيين من أصول تركية بنحو 60,000 شخص، وهم أحفاد المهاجرين العثمانيين الأتراك. وبالإضافة إلى ذلك، تشير بيانات عام 2009 إلى وجود 8,262 مهاجرًا تركيًا حديثًا يقيمون في الأردن.

## شخصيات بارزة
- لارا العبد اللات: حاملة لقب ملكة جمال الأردن لعام 2010، من أم سورية تركية الأصل.[2]
- الملكة رانيا العبد الله: عقيلة الملك عبد الله الثاني، جدّها من جهة الأم تركي الأصل.[3]
- مهنا الدرّة: فنان تشكيلي أردني بارز، وُلد لأم تركية.[4]
- أحمد دويري أوغلو: لاعب كرة سلة يحمل الجنسيتين الأردنية والتركية، من أم تركية.[5]
- الملكة زين الشرف: والدة الملك حسين وجدة الملك عبد الله الثاني، تنحدر من أصول تركية قبرصية.[6]
- الأمير مرعد بن رعد: حفيد الرسامة التركية الشهيرة فخر النساء زيد.
- الأمير زيد بن رعد: كذلك حفيد فخر النساء زيد، وهو دبلوماسي وأمير أردني بارز.[7]
- الأميرة مهرماه سلطان: أميرة عثمانية، تمثل الرابط التاريخي بين العائلة العثمانية ووجود الأتراك في المنطقة، وإن لم تكن أردنية الجنسية.